# Mansoa montecillensis
Mansoa montecillensis là một loài thực vật có hoa trong họ Chùm ớt. Loài này được (Ant.Molina) C.Nelson mô tả khoa học đầu tiên năm 1979.